# Elektronenkonfiguration

Schematische Darstellung der Elektronenhülle des Silber-Atoms im Bohrschen Atommodell (Anm.: Silber entspricht nicht dem Aufbauprinzip)

Die Elektronenkonfiguration gibt im Rahmen des Schalenmodells der Atomhülle die Verteilung der einzelnen Elektronen auf verschiedene Energiezustände und damit Aufenthaltsräume (Atomorbitale) an.

## Quantenzahlen und Schalen
Der Zustand jedes Elektrons der Hülle wird nach dem Bohr-Sommerfeldschen Atommodell sowie dem Orbitalmodell durch vier Quantenzahlen bestimmt:
| Quantenzahl                       | Zeichen               | Wertebereich                               | Bezeichnung                      | Beispiele          |
| --------------------------------- | --------------------- | ------------------------------------------ | -------------------------------- | ------------------ |
| Hauptquantenzahl (Schale)         | {\displaystyle n}     | 1, 2, 3, …                                 | K, L, M, …                       | 3                  |
| Nebenquantenzahl (Unterschale)    | {\displaystyle l}     | 0, … , n−1                                 | s, p, d, f, …                    | 0, 1, 2            |
| magnetische Drehimpulsquantenzahl | {\displaystyle m_{l}} | {\displaystyle -l}, … , {\displaystyle +l} | s, px,y,z, dyz,xz,xy,z²,x²-y², … | −2, −1, ±0, +1, +2 |
| magnetische Spinquantenzahl       | {\displaystyle m_{s}} | −½, +½                                     | ↓, ↑                             | −½, +½             |

Abfolge der Elektronenhüllen in einem Atom nach dem Bohrschen Atommodell. Der rote Punkt in der Mitte stellt den Atomkern dar.

Gemäß dem Pauli-Prinzip darf der Zustand keiner zwei Elektronen eines Atoms in allen vier Quantenzahlen übereinstimmen. Mit diesem Prinzip lässt sich zeigen, dass sich die Elektronen auf die verschiedenen erlaubten Zustände und damit auf die Schalen und Unterschalen verteilen.
Die Hauptquantenzahlen legen die Schalen fest, die Nebenquantenzahlen die Unterschalen. Jede Schale kann gemäß den Beschränkungen von {\displaystyle l}, {\displaystyle m_{l}} und {\displaystyle m_{s}} mit maximal 2n² Elektronen besetzt werden. Die Schalen werden aufsteigend, beginnend bei der Kernschale, mit Großbuchstaben bezeichnet: K, L, M, N, O, P, Q... Die Orbitale werden entsprechend den Serien von Spektrallinien benannt, die ein angeregtes Elektron aussendet, wenn es in sein ursprüngliches Orbital zurückfällt; die ersten vier Serien heißen aus historischen Gründen s („sharp“), p („principal“), d („diffuse“) und f („fundamental“).
Die äußerste besetzte Schale (Valenzschale) bestimmt das chemische Verhalten und ist daher maßgeblich für die Einordnung ins Periodensystem.

## Auffüllen der Schalen nach dem Aufbauprinzip

Faustregel: Besetzungsreihenfolge entlang der roten Pfeile (Ausnahmen siehe Aufbauprinzip)

Mit steigender Elektronenzahl der Elemente werden die möglichen Zustände – bei den niedrigen Energien beginnend – besetzt. Gemäß der Hundschen Regel werden dabei die Orbitale gleicher Energie zuerst einfach, dann doppelt belegt.
Die Unterschalen werden in folgender Reihenfolge besetzt (zeilenweise, d. h. periodenweise geordnet):
1. Periode: 1s
2. Periode: 2s 2p
3. Periode: 3s 3p
4. Periode: 4s 3d 4p
5. Periode: 5s 4d 5p
6. Periode: 6s 4f 5d 6p
7. Periode: 7s 5f 6d …

## Zusammenhang mit dem Periodensystem

Die Blöcke des Periodensystems

Im Periodensystem entspricht die Besetzung des s-Orbitals einer neuen Schale dem Sprung in eine neue Periode.
| Orbital /Block | Anzahl Elektronen | umfasst Elemente der …                          |
| -------------- | ----------------- | ----------------------------------------------- |
| mms            | 02                | Elemente der 1. und 2. Hauptgruppe sowie Helium |
| mmp            | 06                | übrige Hauptgruppenelemente                     |
| mmd            | 10                | alle Nebengruppenelemente                       |
| mmf            | 14                | alle Lanthanoide und Actinoide                  |

## Notation
Die Elektronenkonfiguration eines Atoms wird durch die besetzten Unterschalen beschrieben:
- Der Nummer der Schale folgt der Buchstabe für die Unterschale und hochgestellt die Anzahl der Elektronen in der Unterschale. So ergibt sich z. B. für die mit 5 Elektronen besetzte 2. Unterschale (l = 1 bzw. p) der 3. Schale (n = 3 bzw. M) die Schreibweise 3p5.
- Bei mehreren Unterschalen wird die gemeinsame Schale weggelassen: Aus 2s2 2p3 wird 2s2 p3.
- Bei einer weiter verkürzten Schreibweise wird das Kürzel des Edelgases mit der nächstkleineren Ordnungszahl in eckige Klammern gesetzt und damit die fehlenden Unterschalen des darzustellenden Elements angegeben.

Beispiel Chlor: 1s2 2s2 2p6 3s2 3p5 →[Ne] 3s2 3p5.
Dabei sind die Unterschalen nicht nach dem Aufbauprinzip anzugeben, sondern in der Reihenfolge der Hauptquantenzahl; also z. B. für Europium: [Xe] 4f7 6s2.
Daneben ist noch die Zellen- oder auch Pauling-Schreibweise als anschauliche grafische Darstellung üblich.